# Berl Locker
Berl Locker (hebrejsky: ברל לוקר, Berl Loker, žil 27. dubna 1887 – 1. února 1972) byl sionistický aktivista, izraelský politik a poslanec Knesetu za stranu Mapaj.

## Biografie
Narodil se v obci Kriwiec v Haliči tehdejším Rakousku-Uhersku. Vystudoval základní židovskou školu, střední školu ve východní Haliči a roku 1904 se zapsal na Černovickou univerzitu, kde studoval právo. V roce 1936 přesídlil do dnešního Izraele.

## Politická dráha
V roce 1904 byl jedním ze zakladatelů sionistického studentského svazu Květy Siónu v Bukovině. Roku 1905 vstoupil do strany Poalej Cijon, kde byl členem jejího celorakouského ústředního výboru a vydavatelem jejích novin psaných v jidiš. V roce 1911 se účastnil 3. sjezdu Poalej Cijon ve Vídni. V roce 1916 byl jmenován tajemníkem úřadovny Poalej Cijon v Haagu, později ve Stockholmu. V letech 1918–1928 pak byl tajemníkem světové organizace Poalej Cijon. V letech 1928–1931 zastával post tajemníka Poalej Cijon v USA. V letech 1931–1935 zasedal ve správní radě Židovské agentury. Byl poradcem agentury v Londýně. V letech 1948–1956 byl předsedou Židovské agentury. V izraelském parlamentu zasedl po volbách v roce 1955, do nichž šel za Mapaj. Byl členem parlamentního výboru pro ústavu, právo a spravedlnost a překladatelského výboru.